# Ose (demon)
Ose, poznat i kao Oso ili Voso, u demonologiji, pedeset i sedmi duh Goecije koji vlada nad tri ili trideset legija, ovisno o izvoru. Ima oblik leoparda, ali može preuzeti i ljudski lik. Podučava liberalnim znanostima, daje odgovore na pitanja o božanskim i o tajnim stvarima. Može pretvoriti ljudsko biće u bilo koji drugi oblik.